# Chrysoperla zastrowi
Chrysoperla zastrowi is een insect uit de familie van de gaasvliegen (Chrysopidae), die tot de orde netvleugeligen (Neuroptera) behoort. 
Chrysoperla zastrowi is voor het eerst wetenschappelijk beschreven door Esben-Petersen in 1928.